# Санта-Маргерита-ди-Беличе
Санта-Маргерита-ди-Беличе (итал. Santa Margherita di Belice) — коммуна в Италии, располагается в регионе Сицилия, подчиняется административному центру Агридженто.
Население составляет 6474 человека, плотность населения составляет 97 чел./км². Занимает площадь 67 км². Почтовый индекс — 92018. Телефонный код — 0925.
Покровителем населённого пункта считается святая Розалия. Праздник ежегодно празднуется 4 сентября.